# Strong (Arkansas)
Strong es una ciudad ubicada en el condado de Union en el estado estadounidense de Arkansas. En el Censo de 2010 tenía una población de 558 habitantes y una densidad poblacional de 192,88 personas por km².

## Geografía
Strong se encuentra ubicada en las coordenadas 33°6′29″N 92°21′36″O / 33.10806, -92.36000. Según la Oficina del Censo de los Estados Unidos, Strong tiene una superficie total de 2.89 km², de la cual 2.89 km² corresponden a tierra firme y (0%) 0 km² es agua.

## Demografía
Según el censo de 2010, había 558 personas residiendo en Strong. La densidad de población era de 192,88 hab./km². De los 558 habitantes, Strong estaba compuesto por el 31.54% blancos, el 60.75% eran afroamericanos, el 0.18% eran amerindios, el 0.18% eran asiáticos, el 0% eran isleños del Pacífico, el 5.38% eran de otras razas y el 1.97% pertenecían a dos o más razas. Del total de la población el 8.24% eran hispanos o latinos de cualquier raza.